# Die Chefin/Episodenliste
Diese Episodenliste enthält alle Episoden der deutschen Krimiserie Die Chefin, sortiert nach der deutschen Erstausstrahlung. Die Fernsehserie umfasst derzeit 15 Staffeln mit 97 Episoden.

## Übersicht
| Staffel | Episodenanzahl | Erstausstrahlung SRF | Erstausstrahlung SRF | Erstausstrahlung ZDF, ORF                        | Erstausstrahlung ZDF, ORF                      |
| Staffel | Episodenanzahl | Staffelpremiere      | Staffelfinale        | Staffelpremiere                                  | Staffelfinale                                  |
| ------- | -------------- | -------------------- | -------------------- | ------------------------------------------------ | ---------------------------------------------- |
| 1       | 4              | 21. Februar 2012     | 13. März 2012        | 24. Februar 2012                                 | 16. März 2012                                  |
| 2       | 4              | 2. April 2013        | 23. April 2013       | 5. April 2013                                    | 26. April 2013                                 |
| 3       | 4              | 3. Dezember 2013     | 18. März 2014        | 6. Dezember 2013                                 | 27. Dezember 2013                              |
| 4       | 7              | 2. September 2014    | 14. Oktober 2014     | 5. September 2014                                | 17. Oktober 2014                               |
| 5       | 4              | 5. Mai 2015          | 26. Mai 2015         | 8. Mai 2015                                      | 29. Mai 2015                                   |
| 6       | 8              | 12. April 2016       | 31. Mai 2016         | 15. April 2016                                   | 3. Juni 2016                                   |
| 7       | 5              | 29. November 2016    | 27. Dezember 2016    | 2. Dezember 2016                                 | 30. Dezember 2016                              |
| 8       | 6              | 28. Mai 2017         | 10. Oktober 2017     | 8. September 2017                                | 13. Oktober 2017                               |
| 9       | 7              | 28. August 2018      | 9. Oktober 2018      | 31. August 2018                                  | 12. Oktober 2018                               |
| 10      | 5              | 20. August 2019      | 17. September 2019   | 23. August 2019                                  | 27. September 2019                             |
| 11      | 11             | 6. Oktober 2020      | 15. Dezember 2020    | 16. Oktober 2020                                 | 29. Januar 2021                                |
| 12      | 9              | 19. Oktober 2021     | 28. Dezember 2021    | 22. Oktober 2021                                 | 17. Dezember 2021                              |
| 13      | 6              | 29. November 2022    | 30. Dezember 2022    | 21. Oktober 2022 (ORF 2) 18. November 2022 (ZDF) | 16. Dezember 2022 (ORF 2) 6. Januar 2023 (ZDF) |
| 14      | 10             | 21. November 2023    | 30. Januar 2024      | 24. November 2023 (ZDF) 27. Oktober 2023 (ORF 2) | 2. Februar 2024                                |
| 15      | 7              | 17. Dezember 2024    | 4. Februar 2025      | 27. Dezember 2024 (ZDF) –                        | 21. Februar 2025                               |
| 16      | 8              |                      |                      |                                                  |                                                |

## Staffel 1
| Nr. (ges.) | Nr. (St.) | Deutscher Titel | Erstausstrahlung (SRF) | Erstausstrahlung (ZDF, ORF) | Regie             | Drehbuch                               |
| --- | --------- | --------------- | ---------------------- | --------------------------- | ----------------- | -------------------------------------- |
| 1 | 1         | Enthüllung      | 21. Feb. 2012          | 24. Feb. 2012               | Maris Pfeiffer    | Orkun Ertener                          |
| Gastdarsteller: Fritz Karl, Erwin Steinhauer, Juliane Köhler, Ludwig Blochberger, Alexander Held, Gudrun Ritter, Max Hegewald, Gabriel Raab                 |           |                 |                        |                             |                   |                                        |
| 2 | 2         | Verstrickung    | 28. Feb. 2012          | 2. März 2012                | Michael Schneider | Daniel Douglas Wissmann, Orkun Ertener |
| Gastdarsteller: Melika Foroutan, Linda Elsner, Michael Rotschopf, Michael Schernthaner, Patricia Aulitzky, Andreas Potulski, Patrick Schorn, Jens von Ahnen |           |                 |                        |                             |                   |                                        |
| 3 | 3         | Entscheidung    | 6. März 2012           | 9. März 2012                | Maris Pfeiffer    | Sven S. Poser, Orkun Ertener           |
| Gastdarsteller: Ulli Maier, Götz Schubert, Inka Friedrich, Harald Schrott, Natalia Rudziewicz                                                               |           |                 |                        |                             |                   |                                        |
| 4 | 4         | Lügen           | 13. März 2012          | 16. März 2012               | Michael Schneider | Orkun Ertener                          |
| Gastdarsteller: Sophie von Kessel, Mehdi Nebbou, Peter Bosch, Brigitte Walbrun                                                                              |           |                 |                        |                             |                   |                                        |

## Staffel 2
| Nr. (ges.) | Nr. (St.) | Deutscher Titel | Erstausstrahlung (SRF) | Erstausstrahlung (ZDF, ORF) | Regie           | Drehbuch                         |
| --- | --------- | --------------- | ---------------------- | --------------------------- | --------------- | -------------------------------- |
| 5 | 1         | Wahrheiten      | 2. Apr. 2013           | 5. Apr. 2013                | Filippos Tsitos | Axel Hildebrand                  |
| Gastdarsteller: Maximilian Brückner, Susanne Bormann, Liane Forestieri, Enno Hesse                                                        |           |                 |                        |                             |                 |                                  |
| 6 | 2         | Familienbande   | 9. Apr. 2013           | 12. Apr. 2013               | Florian Kern    | Ralf Hertwig, Thomas Bahmann     |
| Gastdarsteller: Suzan Anbeh, Michael König, Michael Lott, Jeremy Mockridge, Ella-Maria Gollmer, Siegfried Terpoorten                      |           |                 |                        |                             |                 |                                  |
| 7 | 3         | Sperrbezirk     | 16. Apr. 2013          | 19. Apr. 2013               | Filippos Tsitos | Roderick Warich, Axel Hildebrand |
| Gastdarsteller: Maria Schrader, Michael Roll, Irina Kurbanova, Tim Wilde                                                                  |           |                 |                        |                             |                 |                                  |
| 8 | 4         | Der Fall Seitz  | 23. Apr. 2013          | 26. Apr. 2013               | Florian Kern    | Timo Berndt                      |
| Gastdarsteller: Oliver Stokowski, Stefanie Schmid, Maria Bachmann, Thomas Lawinky, Hans-Jochen Wagner, Christoph Zrenner, Marie Rönnebeck |           |                 |                        |                             |                 |                                  |

## Staffel 3
| Nr. (ges.) | Nr. (St.) | Deutscher Titel | Erstausstrahlung (SRF) | Erstausstrahlung (ZDF, ORF) | Regie        | Drehbuch               |
| --- | --------- | --------------- | ---------------------- | --------------------------- | ------------ | ---------------------- |
| 9 | 1         | Vertrauen       | 3. Dez. 2013           | 6. Dez. 2013                | Florian Kern | Axel Hildebrand        |
| Gastdarsteller: Mišel Matičević, Florence Matousek, Bernhard Schir, Kida Khodr Ramadan                        |           |                 |                        |                             |              |                        |
| 10 | 2         | Jugendsünden    | 10. Dez. 2013          | 13. Dez. 2013               | Florian Kern | Eva und Volker A. Zahn |
| Gastdarsteller: Lavinia Wilson, Johann von Bülow, Felix Klare, Gundi Ellert, Heinz-Josef Braun                |           |                 |                        |                             |              |                        |
| 11 | 3         | Kinder          | 17. Dez. 2013          | 20. Dez. 2013               | Züli Aladağ  | Axel Hildebrand        |
| Gastdarsteller: Susanna Simon, Thomas Scharff, Nina Kronjäger, Martin Brambach, Florian Brückner              |           |                 |                        |                             |              |                        |
| 12 | 4         | Versprechen     | 18. März 2014          | 27. Dez. 2013               | Florian Kern | Timo Berndt            |
| Gastdarsteller: Dieter Mann, Stefanie Schmid, Lenny Den Dooven, Antoine Monot, Jr., Mario Irrek, Markus Böker |           |                 |                        |                             |              |                        |

## Staffel 4
| Nr. (ges.) | Nr. (St.) | Deutscher Titel       | Erstausstrahlung (SRF) | Erstausstrahlung (ZDF, ORF) | Regie             | Drehbuch               |
| --- | --------- | --------------------- | ---------------------- | --------------------------- | ----------------- | ---------------------- |
| 13 | 1         | Hinterhalt            | 2. Sep. 2014           | 5. Sep. 2014                | Michael Schneider | Timo Berndt            |
| Gastdarsteller: Wilfried Hochholdinger, Oliver Stokowski, Rick Okon, Luise Deschauer                                                        |           |                       |                        |                             |                   |                        |
| 14 | 2         | Vergeltung            | 9. Sep. 2014           | 12. Sep. 2014               | Michael Schneider | Florian Iwersen        |
| Gastdarsteller: Arved Birnbaum, Matthias Ziesing, Charlotte Schwab, Jochen Nickel, Hans H. Steinberg                                        |           |                       |                        |                             |                   |                        |
| 15 | 3         | Tod eines Lehrers     | 16. Sep. 2014          | 19. Sep. 2014               | Michael Schneider | Axel Hildebrand        |
| Gastdarsteller: Rudolf Kowalski, Theresa Scholze, Dominik Nowak, Dennis Mojen, Lisa Vicari, Roland Koch, Stephanie Kellner, Matthias Kupfer |           |                       |                        |                             |                   |                        |
| 16 | 4         | Zahltag               | 23. Sep. 2014          | 26. Sep. 2014               | Züli Aladağ       | Christoph Wortberg     |
| Gastdarsteller: Hubert Mulzer, Katharina Lorenz, Hary Prinz, Marita Breuer, Hans-Uwe Bauer, Christine Sommer                                |           |                       |                        |                             |                   |                        |
| 17 | 5         | Landlust              | 30. Sep. 2014          | 3. Okt. 2014                | Florian Kern      | Timo Berndt            |
| Gastdarsteller: Sandra Borgmann, Thomas Sarbacher, Muriel Wimmer, Markus Anton, Peter Bosch, Victoria Sordo                                 |           |                       |                        |                             |                   |                        |
| 18 | 6         | Das vierte Opfer      | 7. Okt. 2014           | 10. Okt. 2014               | Florian Kern      | Eva und Volker A. Zahn |
| Gastdarsteller: Brigitte Zeh, Wanja Mues, Michael A. Grimm, Jan Henrik Stahlberg                                                            |           |                       |                        |                             |                   |                        |
| 19 | 7         | Tödliche Seilschaften | 14. Okt. 2014          | 17. Okt. 2014               | Florian Kern      | Axel Hildebrand        |
| Gastdarsteller: Mišel Matičević, Simon Schwarz, Gerdy Zint, Armin Schlagwein, Sigi Zimmerschied, Marinus Hohmann                            |           |                       |                        |                             |                   |                        |

## Staffel 5
| Nr. (ges.) | Nr. (St.) | Deutscher Titel | Erstausstrahlung (SRF) | Erstausstrahlung (ZDF, ORF) | Regie             | Drehbuch        |
| --- | --------- | --------------- | ---------------------- | --------------------------- | ----------------- | --------------- |
| 20 | 1         | Treibjagd       | 5. Mai 2015            | 8. Mai 2015                 | Elmar Fischer     | Florian Iwersen |
| Gastdarsteller: Heio von Stetten, Martin Feifel, Annika Blendl, Andreas Maria Schwaiger, Stephan Grossmann                    |           |                 |                        |                             |                   |                 |
| 21 | 2         | Liebe           | 12. Mai 2015           | 15. Mai 2015                | Michael Schneider | Timo Berndt     |
| Gastdarsteller: Marc Benjamin Puch, Anja Schiffel, Franziska Brandmeier, Marco Bretscher-Coschignano, Simon Riggers           |           |                 |                        |                             |                   |                 |
| 22 | 3         | Todesurteil     | 19. Mai 2015           | 22. Mai 2015                | Michael Schneider | Axel Hildebrand |
| Gastdarsteller: Walter Kreye, Janna Striebeck, André Hennicke, Andreas Bittl, David Bredin, Cristina Andrione, Andreas Pegler |           |                 |                        |                             |                   |                 |
| 23 | 4         | Die blonde Frau | 26. Mai 2015           | 29. Mai 2015                | Elmar Fischer     | Timo Berndt     |
| Gastdarsteller: Andreas Schmidt, Tim Bergmann, Rike Schmid, Sabine Vitua, Alexander Mazza, Nikolai Jegorow                    |           |                 |                        |                             |                   |                 |

## Staffel 6
| Nr. (ges.) | Nr. (St.) | Deutscher Titel    | Erstausstrahlung (SRF) | Erstausstrahlung (ZDF, ORF) | Regie             | Drehbuch               |
| --- | --------- | ------------------ | ---------------------- | --------------------------- | ----------------- | ---------------------- |
| 24 | 1         | Albtraum           | 12. Apr. 2016          | 15. Apr. 2016               | Michael Schneider | Eva und Volker A. Zahn |
| Gastdarsteller: Andreas Patton, Stephan Zinner, Michael Rotschopf, Dagmar Leesch, Kathrin von Steinburg, Kim Bormann, Lena Baader, Florian Teichtmeister                    |           |                    |                        |                             |                   |                        |
| 25 | 2         | Zeugenschutz       | 19. Apr. 2016          | 22. Apr. 2016               | Michael Schneider | Timo Berndt            |
| Gastdarsteller: Heikko Deutschmann, Carolina Vera, Anna Drexler, Andreas Giebel, Christoph Luser                                                                            |           |                    |                        |                             |                   |                        |
| 26 | 3         | Mädchenträume      | 26. Apr. 2016          | 29. Apr. 2016               | Michael Schneider | Marija Erceg           |
| Gastdarsteller: Bibiana Beglau, Martin Lindow, Arnd Klawitter, Milton Welsh, Lena Meckel, Felicitas Malina Rixgens                                                          |           |                    |                        |                             |                   |                        |
| 27 | 4         | Geiselnahme        | 3. Mai 2016            | 6. Mai 2016                 | Michael Riebl     | Timo Berndt            |
| Gastdarsteller: Maximilian von Pufendorf, Diana Staehly, Petra Zieser, Uwe Bohm, Anastasia C. Zander                                                                        |           |                    |                        |                             |                   |                        |
| 28 | 5         | Familienlöscher    | 10. Mai 2016           | 13. Mai 2016                | Michael Schneider | Axel Hildebrand        |
| Gastdarsteller: André Jung, Juergen Maurer, Luise Heyer, Peter Schneider, Kirsten Block, Nicholas Reinke                                                                    |           |                    |                        |                             |                   |                        |
| 29 | 6         | Licht und Schatten | 17. Mai 2016           | 20. Mai 2016                | Michael Riebl     | Axel Hildebrand        |
| Gastdarsteller: Peter Kremer, Andreas Lust, Juergen Maurer, Sabine Vitua, Michou Friesz, Matthias Beier, Emilio De Marchi                                                   |           |                    |                        |                             |                   |                        |
| 30 | 7         | Oktoberfest        | 24. Mai 2016           | 27. Mai 2016                | Florian Kern      | Florian Iwersen        |
| Gastdarsteller: Dirk Borchardt, Juergen Maurer, Stefan Wilkening, Luise Risch, Max Felder, Ursula Buschhorn, Maya Henselek, Musa Karaalioglu, Raphaela Möst, David Korbmann |           |                    |                        |                             |                   |                        |
| 31 | 8         | Familie            | 31. Mai 2016           | 3. Juni 2016                | Florian Kern      | Axel Hildebrand        |
| Gastdarsteller: Annina Hellenthal, Isolde Barth, Martin Gruber, Hansa Czypionka, Christoph Grunert, Judith Richter, Golo Euler, Fabian Baumgarten                           |           |                    |                        |                             |                   |                        |

## Staffel 7
| Nr. (ges.) | Nr. (St.) | Deutscher Titel      | Erstausstrahlung (SRF) | Erstausstrahlung (ZDF, ORF) | Regie             | Drehbuch         |
| --- | --------- | -------------------- | ---------------------- | --------------------------- | ----------------- | ---------------- |
| 32 | 1         | Abrechnung           | 29. Nov. 2016          | 2. Dez. 2016                | Florian Kern      | Timo Berndt      |
| Gastdarsteller: Oliver Stokowski, Christian Aumer, Peri Baumeister, Andreas Leopold Schadt, Eva Meier, Markus Hering, Thomas Limpinsel                       |           |                      |                        |                             |                   |                  |
| 33 | 2         | Verräter             | 6. Dez. 2016           | 9. Dez. 2016                | Michael Schneider | Peter Kocyla     |
| Gastdarsteller: Rainer Strecker, Andreas Pietschmann, Katharina Nesytowa, Gerhard Wittmann, Bülent Sharif, Eva-Maria Reichert                                |           |                      |                        |                             |                   |                  |
| 34 | 3         | Kopf gegen Herz      | 13. Dez. 2016          | 16. Dez. 2016               | Michael Schneider | Axel Hildebrandt |
| Gastdarsteller: Christian Redl, Matthias Ziesing, Nikola Kastner, Marc Oliver Schulze, Clemens Giebel, Justin Mühlenhardt                                    |           |                      |                        |                             |                   |                  |
| 35 | 4         | Ein ehrenwertes Haus | 20. Dez. 2016          | 23. Dez. 2016               | Michael Schneider | Georg Hartmann   |
| Gastdarsteller: Jennifer Ulrich, Michael Steinocher, Petra Kelling, Werner Haindl, Axel Pape, Maximilian Grill, Eva Christian, Karin Thaler                  |           |                      |                        |                             |                   |                  |
| 36 | 5         | Hexenjagd            | 27. Dez. 2016          | 30. Dez. 2016               | Florian Kern      | Arne Laser       |
| Gastdarsteller: Ann-Kathrin Kramer, Clelia Sarto, Tanja Wedhorn, Arthur Klemt, Timur Bartels, Gian Rupf, Katja Keller, Götz Burger, Emil Schwarz, Jan Felski |           |                      |                        |                             |                   |                  |

## Staffel 8
| Nr. (ges.) | Nr. (St.) | Deutscher Titel            | Erstausstrahlung (SRF) | Erstausstrahlung (ZDF, ORF) | Regie             | Drehbuch        |
| --- | --------- | -------------------------- | ---------------------- | --------------------------- | ----------------- | --------------- |
| 37 | 1         | Prager Kristalle (90 min.) | 28. Mai 2017           | 8. Sep. 2017                | Michael Schneider | Timo Berndt     |
| Gastdarsteller: Felicitas Woll, Aurel Manthei, Sergej Moya, Jevgenij Sitochin, Robert Ritter, Edita Malovčić, Kyra Sophia Kahre, Martin Schnippa                                                                            |           |                            |                        |                             |                   |                 |
| 38 | 2         | Paarungszeit               | 12. Sep. 2017          | 15. Sep. 2017               | Michael Riebl     | Axel Hildebrand |
| Gastdarsteller: Jasmin Schwiers, Christoph Letkowski, Lucas Prisor, Natalia Rudziewicz, Felix Knopp, Markus Boniberger, Andreas Bendig, Nils Malten                                                                         |           |                            |                        |                             |                   |                 |
| 39 | 3         | Glaube, Liebe, Hoffnung    | 19. Sep. 2017          | 22. Sep. 2017               | Florian Kern      | Florian Iwersen |
| Gastdarsteller: Maria Köstlinger, Philipp Moog, Sophie Ballauf, Thure Riefenstein, Martin Laue, Juergen Maurer, Christian K. Schaeffer, Nino Böhlau, Victoria Schopper, Toto Knoblauch, Isabella Surel, Stefanie Dischinger |           |                            |                        |                             |                   |                 |
| 40 | 4         | Schwarze Schafe            | 26. Sep. 2017          | 29. Sep. 2017               | Michael Riebl     | Peter Kocyla    |
| Gastdarsteller: Carin C. Tietze, Heiko Ruprecht, Annika Schrumpf, Louis Nitsche, Milan Peschel, Simon Werdelis, Nikola Norgauer                                                                                             |           |                            |                        |                             |                   |                 |
| 41 | 5         | Zieh Dich aus              | 3. Okt. 2017           | 6. Okt. 2017                | Florian Kern      | Axel Hildebrand |
| Gastdarsteller: Isolda Dychauk, Roman Knižka, Steffen Wink, Robert Giggenbach, Erdal Yıldız, Barbara Prakopenka, Urs Rechn, Bernd-Christian Althoff                                                                         |           |                            |                        |                             |                   |                 |
| 42 | 6         | Endspiel                   | 10. Okt. 2017          | 13. Okt. 2017               | Florian Kern      | Axel Hildebrand |
| Gastdarsteller: Mišel Matičević, Marian Meder, Annika Kuhl, Wolfgang Fierek, Anton Levit, Waléra Kanischtscheff, Moritz Fischer, Leopold Frey                                                                               |           |                            |                        |                             |                   |                 |

## Staffel 9
| Nr. (ges.) | Nr. (St.) | Deutscher Titel          | Erstausstrahlung (SRF) | Erstausstrahlung (ZDF, ORF) | Regie           | Drehbuch            |
| --- | --------- | ------------------------ | ---------------------- | --------------------------- | --------------- | ------------------- |
| 43 | 1         | Der Neue                 | 28. Aug. 2018          | 31. Aug. 2018               | Florian Kern    | Peter Kocyla        |
| Gastdarsteller: Barnaby Metschurat, Alexander Radszun, Katharina Heyer, Sabine von Maydell, Murali Perumal, Thomas Clemens, Claudia Hiersche, Robinson Reichel, Madieu Nguyen, Norbert Ortner |           |                          |                        |                             |                 |                     |
| 44 | 2         | Glück                    | 4. Sep. 2018           | 7. Sep. 2018                | Florian Kern    | Andreas Kanonenberg |
| Gastdarsteller: Franz Pätzold, André Kaczmarczyk, Katja Weitzenböck, Julia Dietze, Jörg Witte, Sarah Mathilda Libbertz, Mark-Alexander Solf, Samouil Stoyanov, Alexander Gabriel Diepold      |           |                          |                        |                             |                 |                     |
| 45 | 3         | Guter Bulle, Böser Bulle | 11. Sep. 2018          | 14. Sep. 2018               | Florian Schott  | Axel Hildebrand     |
| Gastdarsteller: Gaby Dohm, Thorsten Merten, Jytte-Merle Böhrnsen, Moritz von Zeddelmann, Klara Deutschmann, Johannes Hendrik Langer, Michael Gempart, Klaus Haderer                           |           |                          |                        |                             |                 |                     |
| 46 | 4         | Schneeball               | 18. Sep. 2018          | 21. Sep. 2018               | Florian Schott  | Timo Berndt         |
| Gastdarsteller: Alice Dwyer, Johann Adam Oest, Peter Prager, Thomas Huber, Florian Panzner, Niels Bruno Schmidt, Fritz Scheuermann, Philipp Kastner                                           |           |                          |                        |                             |                 |                     |
| 47 | 5         | Willenlos                | 25. Sep. 2018          | 28. Sep. 2018               | Christoph Stark | Florian Iwersen     |
| Gastdarsteller: Florian Bartholomäi, Alexander Held, Florian Martens, Kai-Peter Malina, Danielle Barkay, Josef Mittermayer, Alicia Haslbeck, Friederike Feltes, Jonas Stenzel                 |           |                          |                        |                             |                 |                     |
| 48 | 6         | Der Atem des Teufels     | 2. Okt. 2018           | 5. Okt. 2018                | Christoph Stark | Peter Kocyla        |
| Gastdarsteller: Cem-Ali Gültekin, Susanne Bormann, Andreas Bichler, Johann von Bülow, Kathrin Anna Stahl, Rainer Sellien, Christina Große, Norbert Ortner, Herbert Schäfer                    |           |                          |                        |                             |                 |                     |
| 49 | 7         | Eine Dorfschönheit       | 9. Okt. 2018           | 12. Okt. 2018               | Christoph Stark | Axel Hildebrand     |
| Gastdarsteller: Stefan Pohl, Johanna Gastdorf, Stefan Konarske, Peter Lerchbaumer, Marlene Morreis, Michael A. Grimm, Claudia Helene Hinterecker                                              |           |                          |                        |                             |                 |                     |

## Staffel 10
| Nr. (ges.) | Nr. (St.) | Deutscher Titel    | Erstausstrahlung (SRF) | Erstausstrahlung (ZDF, ORF) | Regie          | Drehbuch            |
| --- | --------- | ------------------ | ---------------------- | --------------------------- | -------------- | ------------------- |
| 50 | 1         | Justitias Zuhälter | 20. Aug. 2019          | 23. Aug. 2019               | Florian Kern   | Axel Hildebrand     |
| Gastdarsteller: Marinus Hohmann, Hannes Hellmann, Gerd Anthoff, Stephan Bissmeier, Jule Ronstedt, Philip Lemke, Moritz Fischer, Valentin Groth, Benjamin Nippe |           |                    |                        |                             |                |                     |
| 51 | 2         | Gier               | 27. Aug. 2019          | 30. Aug. 2019               | Florian Kern   | Andreas Kanonenberg |
| Gastdarsteller: David Rott, Theresa Underberg, Tilman Strauß, Sebastian Weber, Anna Krestel, Martin Baden, Andreas Schwaiger, Silke Popp                       |           |                    |                        |                             |                |                     |
| 52 | 3         | Lockvogel          | 3. Sep. 2019           | 13. Sep. 2019               | Florian Schott | Florian Iwersen     |
| Gastdarsteller: Marcus Mittermeier, Francis Fulton-Smith, Michael Fuith, Sonja Baum, Sascha Luder                                                              |           |                    |                        |                             |                |                     |
| 53 | 4         | Fremder Sohn       | 10. Sep. 2019          | 20. Sep. 2019               | Florian Kern   | Peter Kocyla        |
| Gastdarsteller: Florian Stetter, Lena Stolze, Falk Rockstroh, Stefan Probst, Denis Burgazliev, Roni Zorina, Jule Skibba, Julian Looman                         |           |                    |                        |                             |                |                     |
| 54 | 5         | Schöner Schein     | 17. Sep. 2019          | 27. Sep. 2019               | Florian Schott | Axel Hildebrand     |
| Gastdarsteller: Axel Milberg, Dennenesch Zoudé, Eva Bernhardt, Alexander Hörbe, Svenja Jung, Langston Uibel, Moritz Stephan                                    |           |                    |                        |                             |                |                     |

## Staffel 11
| Nr. (ges.) | Nr. (St.) | Deutscher Titel | Erstausstrahlung (SRF) | Erstausstrahlung (ZDF, ORF) | Regie             | Drehbuch                         |
| --- | --------- | --------------- | ---------------------- | --------------------------- | ----------------- | -------------------------------- |
| 55 | 1         | Nachtgestalten  | 6. Okt. 2020           | 16. Okt. 2020               | Florian Kern      | Peter Kocyla                     |
| Gastdarsteller: Oliver Mommsen, Matti Schmidt-Schaller, Valerie Stoll, Helmfried von Lüttichau, Ercan Durmaz, Lara Joy Körner, Adam Venhaus, Simon Steinhorst, Boris Hanreich, Marion Freundorfer      |           |                 |                        |                             |                   |                                  |
| 56 | 2         | Schuld          | 13. Okt. 2020          | 23. Okt. 2020               | Michael Schneider | Peter Kocyla                     |
| Gastdarsteller: Julia Brendler, Bianca Hein, Johannes Franke, Waldemar Kobus, Leopold Hornung, Stefanie von Poser, Marco Bretscher-Coschignano, Anna Juliana Jaenner, Dominik Zahorka, Josephine Bloéb |           |                 |                        |                             |                   |                                  |
| 57 | 3         | Goliath         | 20. Okt. 2020          | 6. Nov. 2020                | Ulrike Hamacher   | Florian Iwersen                  |
| Gastdarsteller: Ilse Neubauer, Martin Rapold, Sonsee Neu, Friederike Ott, Kathrin Ackermann, Claudio Caiolo, Daniel Holzberg, Andy Konrad, Roland Schreglmann                                          |           |                 |                        |                             |                   |                                  |
| 58 | 4         | Gesundes Bayern | 27. Okt. 2020          | 13. Nov. 2020               | Florian Kern      | Axel Hildebrand                  |
| Gastdarsteller: Manuel Rubey, Cornelia Ivancan, Marcel Mohab, Birge Schade, Hendrik Heutmann, Vera Idrizi                                                                                              |           |                 |                        |                             |                   |                                  |
| 59 | 5         | Verzockt        | 3. Nov. 2020           | 20. Nov. 2020               | Grzegorz Muskala  | Peter Kocyla                     |
| Gastdarsteller: Erika Marozsán, Hansjürgen Hürrig, Marek Harloff, Mechthild Großmann, Vincent Redetzki, Linda Marlen Runge, Mateusz Dopieralski, Norbert Ortner                                        |           |                 |                        |                             |                   |                                  |
| 60 | 6         | Kaltblütig      | 10. Nov. 2020          | 27. Nov. 2020               | Florian Kern      | Axel Hildebrand, Olaf Kraemer    |
| Gastdarsteller: Max von Thun, Catherine Bode, Vita Tepel, Lars Rudolph, Isabell Gerschke, Gina Alice Stiebitz, Greta Bohacek, Athena Strates, Stefan Merki                                             |           |                 |                        |                             |                   |                                  |
| 61 | 7         | Wetten, dass..? | 17. Nov. 2020          | 4. Dez. 2020                | Ulrike Hamacher   | Axel Hildebrand                  |
| Gastdarsteller: Morgane Ferru, Oliver Stritzel, Canan Samadi, Johanna Bittenbinder, Yasin Boynuince, Thomas Lettow, Mac Steinmeier                                                                     |           |                 |                        |                             |                   |                                  |
| 62 | 8         | Geschwister     | 24. Nov. 2020          | 11. Dez. 2020               | Grzegorz Muskala  | Timo Berndt                      |
| Gastdarsteller: Ursula Strauss, Cornelius Obonya, Dirk Martens, Michael Schenk, Almut Zilcher, Norman Hacker, Kristian Wanzl Nekrasov, Simon Pearce                                                    |           |                 |                        |                             |                   |                                  |
| 63 | 9         | Abgehängt       | 1. Dez. 2020           | 8. Jan. 2021                | Grzegorz Muskala  | Florian Iwersen                  |
| Gastdarsteller: Teresa Harder, Picco von Groote, Roland Silbernagl, Johannes Geller, Anian Zollner, Stephan Zinner, Tabea Willemsen, Michael Sideris, Junis Marlon                                     |           |                 |                        |                             |                   |                                  |
| 64 | 10        | Heilung         | 8. Dez. 2020           | 15. Jan. 2021               | Grzegorz Muskala  | Etienne Heimann, Peter Kocyla    |
| Gastdarsteller: Sophie von Kessel, Deborah Kaufmann, Thomas Reisinger, Ben Felipe, Julius Nitschkoff, Caroline Hartig, Jakob Schmidt, Hans B. Goetzfried                                               |           |                 |                        |                             |                   |                                  |
| 65 | 11        | Portofino       | 15. Dez. 2020          | 29. Jan. 2021               | Michael Schneider | Tanja Bubbel, Christine Thienelt |
| Gastdarsteller: Adina Vetter, Max Simonischek, Rudolf Krause, Peter Knaack, Pia Soppa, Dimitri Abold, Monika Goll, Maike Billitis Schulze, Jochen Paletschek                                           |           |                 |                        |                             |                   |                                  |

## Staffel 12
| Nr. (ges.) | Nr. (St.) | Deutscher Titel        | Erstausstrahlung (SRF) | Erstausstrahlung (ZDF, ORF)                       | Regie             | Drehbuch                         |
| --- | --------- | ---------------------- | ---------------------- | ------------------------------------------------- | ----------------- | -------------------------------- |
| 66 | 1         | Trugbild               | 19. Okt. 2021          | 22. Okt. 2021                                     | Michael Schneider | Florian Iwersen                  |
| Gastdarsteller: Norbert Heckner, Silke Franz, Stefan Mascheck, Sonsee Neu, Martin Rapold, Lisa Kreuzer, Sascha Maaz, Jean-Luc Bubert, Chiem van Houweninge                   |           |                        |                        |                                                   |                   |                                  |
| 67 | 2         | Murnau                 | 26. Okt. 2021          | 29. Okt. 2021                                     | Grzegorz Muskala  | Timo Berndt                      |
| Gastdarsteller: Ernst Stötzner, Moritz Führmann, Brigitte Hobmeier, Nicholas Reinke, Michael Grimm, Mona Pirzad, Antonia Bill, Till Firit, Barbara Romaner, Natascha Gessner |           |                        |                        |                                                   |                   |                                  |
| 68 | 3         | Frage der Moral        | 2. Nov. 2021           | 5. November 2021 (ZDF) 12. November 2021 (ORF 2)  | Ulrike Hamacher   | Florian Iwersen                  |
| Gastdarsteller: Sonsee Neu, Marie Burchard, Max Schmidt, Carolin Conrad, Anke Retzlaff, Eisi Gulp                                                                            |           |                        |                        |                                                   |                   |                                  |
| 69 | 4         | Deadline               | 9. Nov. 2021           | 12. November 2021 (ZDF) 17. Dezember 2021 (ORF 2) | Ulrike Hamacher   | Peter Kocyla                     |
| Gastdarsteller: Lisa Bitter, Leon Blaschke, Markus Hering, Pegah Ferydoni, Sissy Höfferer, Adam Venhaus, Barbara Elisabeth Bühl, Julian Bayer                                |           |                        |                        |                                                   |                   |                                  |
| 70 | 5         | Söhne                  | 16. Nov. 2021          | 19. Nov. 2021                                     | Florian Schott    | Florian Iwersen                  |
| Gastdarsteller: Maya Haddad, Alexander Beyer, Ernst Stötzner, Martin Rapold, Lucas Bauer, Moritz Klaus, Götz Otto, Bless Amada, Zoë Valks                                    |           |                        |                        |                                                   |                   |                                  |
| 71 | 6         | Nebenwirkungen         | 23. Nov. 2021          | 26. Nov. 2021                                     | Florian Schott    | Christine Thienelt, Tanja Bubbel |
| Gastdarsteller: Jule Ronstedt, Giulia Goldammer, Dagny Dewath, László Branko Breiding, Adriaan van Veen                                                                      |           |                        |                        |                                                   |                   |                                  |
| 72 | 7         | Der Wolf               | 30. Nov. 2021          | 3. Dez. 2021                                      | Filipos Tsitos    | Axel Hildebrand                  |
| Gastdarsteller: Hanns Zischler, Bettina Mittendorfer, Kristin Alia Hunold, Christine Eixenberger, Olivia Pascal, Max Rothbart                                                |           |                        |                        |                                                   |                   |                                  |
| 73 | 8         | Böhmers Geheimnis      | 7. Dez. 2021           | 10. Dez. 2021                                     | Filipos Tsitos    | Timo Berndt                      |
| Gastdarsteller: Manfred Zapatka, Gerhard Wittmann, Ina Meling, Martin Gruber, Emma Preisendanz                                                                               |           |                        |                        |                                                   |                   |                                  |
| 74 | 9         | Spender 5634 (90 min.) | 28. Dez. 2021          | 17. Dezember 2021 (ZDF) 5. November 2021 (ORF 2)  | Florian Kern      | Peter Kocyla                     |
| Gastdarsteller: Anselm Bresgott, Martin Brambach, Marie-Lou Sellem, Tom Beck, Özgür Karadeniz, Jakob Geßner, Doris Kunstmann, Aysha Joy Samuel, Ansgar Sauren, Thomas Gräßle |           |                        |                        |                                                   |                   |                                  |

## Staffel 13
| Nr. (ges.) | Nr. (St.) | Deutscher Titel        | Erstausstrahlung (SRF) | Erstausstrahlung (ZDF, ORF)                       | Regie             | Drehbuch                       |
| --- | --------- | ---------------------- | ---------------------- | ------------------------------------------------- | ----------------- | ------------------------------ |
| 75 | 1         | Ockhams Messer         | 29. Nov. 2022          | 18. November 2022 (ZDF) 21. Oktober 2022 (ORF 2)  | Hans Hofer        | Florian Iwersen                |
| Gastdarsteller: Denis Moschitto, Andrea L’Arronge, Lukas Spisser, Martin Rapold, Simon Pearce, Katja Brenner, Daniela Kiefer                                       |           |                        |                        |                                                   |                   |                                |
| 76 | 2         | Das Recht zu sterben   | 6. Dez. 2022           | 25. November 2022 (ZDF) 28. Oktober 2022 (ORF 2)  | Michael Schneider | Enno Reese                     |
| Gastdarsteller: Lilia Herrmann, Karl Kranzkowski, Alessija Lause, Magnús Mariuson, Sabrina Ceesay, Wolfgang Pregler, Franziska Singer                              |           |                        |                        |                                                   |                   |                                |
| 77 | 3         | Ein Hauch von Freiheit | 13. Dez. 2022          | 16. Dezember 2022 (ZDF) 4. November 2022 (ORF 2)  | Michael Schneider | Julie Fellmann, Stefani Straka |
| Gastdarsteller: Stefan Murr, Daniela Schulz, Lisa Jopt, Felix Vörtler, Ferdinand Dörfler, Claudia-Sofie Jelinek, Andreas Beckett, Johannes Rapp, Peter Lichteneber |           |                        |                        |                                                   |                   |                                |
| 78 | 4         | Das 5. Gebot           | 20. Dez. 2022          | 23. Dezember 2022 (ZDF) 11. November 2022 (ORF 2) | Michael Schneider | Florian Iwersen                |
| Gastdarsteller: Eric Klotzsch, Sascha Nathan, David Bredin, Marlina Mitterhofer, Sigi Zimmerschied, Banafshe Hourmazdi, Lara Feith                                 |           |                        |                        |                                                   |                   |                                |
| 79 | 5         | Mein Mord              | 3. Jan. 2023           | 30. Dezember 2022 (ZDF) 9. Dezember 2022 (ORF 2)  | Florian Kern      | Jörg von Schlebrügge           |
| Gastdarsteller: Martin Feifel, Liane Forestieri, Constantin von Jascheroff, Friederike Kempter, Franz Pätzold, Andreas Pegler, Ulf Lehner, Clara Sindel            |           |                        |                        |                                                   |                   |                                |
| 80 | 6         | Höhenrausch            | 10. Jan. 2023          | 6. Januar 2023 (ZDF) 16. Dezember 2022 (ORF 2)    | Hans Hofer        | Andreas Linke                  |
| Gastdarsteller: Soraya Bouabsa, Justus Johanssen, Jale Arıkan, David Bunners, Maximilian Grill, Daniel Wagner, Christine Garbe                                     |           |                        |                        |                                                   |                   |                                |

## Staffel 14
| Nr. (ges.) | Nr. (St.) | Deutscher Titel    | Erstausstrahlung (SRF) | Erstausstrahlung (ZDF, ORF)                       | Regie             | Drehbuch                        |
| --- | --------- | ------------------ | ---------------------- | ------------------------------------------------- | ----------------- | ------------------------------- |
| 81 | 1         | Gespenster         | 21. Nov. 2023          | 24. November 2023 (ZDF) 27. Oktober 2023 (ORF 2)  | Florian Kern      | Axel Hildebrand                 |
| Gastdarsteller: Edita Malovčić, Stefan Rudolf, Annika Blendl, Timur Bartels, Florentina Ileana Tautu, Leo Reisinger                                                                     |           |                    |                        |                                                   |                   |                                 |
| 82 | 2         | Weg des Geldes     | 28. Nov. 2023          | 8. Dezember 2023 (ZDF) 3. November 2023 (ORF 2)   | Michael Schneider | Peter Kocyla                    |
| Gastdarsteller: Marc Benjamin Puch, Dorothee Hartinger, Katrin Filzen, Omar El-Saeidi, Hanna Plaß, Hans Stadlbauer, Christiane Bärwald, Roberto Martinez, Arthur Galiandin              |           |                    |                        |                                                   |                   |                                 |
| 83 | 3         | Die letzte Tour    | 5. Dez. 2023           | 15. Dezember 2023 (ZDF) 10. November 2023 (ORF 2) | Michael Schneider | Andreas J. Wimmer               |
| Gastdarsteller: Clelia Sarto, Adrian Julius Tillmann, Katherina Mai, Thomas Limpinsel, Dieter Fischer, Franziska Rieck, Dela Dabulamanzi, Nadja Sabersky, Tobias Ziegler, Marisa Burger |           |                    |                        |                                                   |                   |                                 |
| 84 | 4         | Die Konsequenz     | 12. Dez. 2023          | 22. Dezember 2023 (ZDF) 17. November 2023 (ORF 2) | Florian Kern      | Christoph Wortberg              |
| Gastdarsteller: Bernadette Heerwagen, Ludwig Senger, Steffen Groth, Sophia Schober, Larissa Marolt, Maximilian Laprell, Mariam Hage, Bernhard Schmid, Maria Magdalena Rabl              |           |                    |                        |                                                   |                   |                                 |
| 85 | 5         | All In             | 19. Dez. 2023          | 29. Dezember 2023 (ZDF) 24. November 2023 (ORF 2) | Michael Schneider | Andreas Linke                   |
| Gastdarsteller: Barbara Philipp, Dorothee Hartinger, David Brizzi, Elisabeth Kanettis, Oliver Nägele, Michele Cuciuffo, Nikola Norgauer, Thomas Huber                                   |           |                    |                        |                                                   |                   |                                 |
| 86 | 6         | Millionen Gründe   | 2. Jan. 2024           | 5. Januar 2024 (ZDF) 8. Dezember 2023 (ORF 2)     | Florian Kern      | Julie Fellmann, Stefani Straka  |
| Gastdarsteller: Michael Kranz, Valentina Sauca, Erik Madsen, Caroline Frier, Kübra Sekin, Emilia Rupperti, Niklas Mitteregger, Miguel Abrantes Ostrowski                                |           |                    |                        |                                                   |                   |                                 |
| 87 | 7         | Preis der Wahrheit | 9. Jan. 2024           | 12. Jan. 2024                                     | Patricia Frey     | Florian Iwersen                 |
| Gastdarsteller: Martin Rapold, Dorothee Hartinger, Patrick von Blume, Christiane Pearce-Blumhoff, Clea Eden, Felix Hellmann, Alexander Vitzthum                                         |           |                    |                        |                                                   |                   |                                 |
| 88 | 8         | Fremdbestimmt      | 16. Jan. 2024          | 19. Jan. 2024                                     | Patricia Frey     | Iris Kobler                     |
| Gastdarsteller: Regula Grauwiller, Sinje Irslinger, Xenia Tiling, Tommy Schwimmer, Ulrike Willenbacher, Tua El-Fawwal, Mouataz Alshaltouh                                               |           |                    |                        |                                                   |                   |                                 |
| 89 | 9         | Fake News          | 23. Jan. 2024          | 14. Februar 2025 (ZDF) 26. Januar 2024 (ORF 2)    | Florian Kern      | Axel Hildebrand, Mariann Kaiser |
| Gastdarsteller: Isabella Parkinson, Bernd-Christian Althoff, Martin Wißner, André Szymanski, Anna Herrmann, Christina Baumer, Jenny Langner, René Dumont                                |           |                    |                        |                                                   |                   |                                 |
| 90 | 10        | Einer von uns      | 30. Jan. 2024          | 2. Feb. 2024                                      | Florian Kern      | Andreas Linke                   |
| Gastdarsteller: Stephanie Japp, Adam Bousdoukos, Nadja Becker, Dorothee Hartinger, David Mullikas, Michele Oliveri, Thomas M. Meinhardt, Klara Pfeiffer                                 |           |                    |                        |                                                   |                   |                                 |

## Staffel 15
| Nr. (ges.) | Nr. (St.) | Deutscher Titel  | Erstausstrahlung (SRF) | Erstausstrahlung (ZDF, ORF)                  | Regie            | Drehbuch                          |
| --- | --------- | ---------------- | ---------------------- | -------------------------------------------- | ---------------- | --------------------------------- |
| 91 | 1         | Dunkelfeld (2)1  | 18. Feb. 2025          | 27. Dez. 2024                                | Alexander Costea | Peter Kocyla                      |
| Gastdarsteller: Sophie Lutz, Andreas Pietschmann, Max Mayer, Nicolas Wolf, Dorothee Hartinger, Jürgen Vogel, Aybi Era, Lea Zoë Voss                                      |           |                  |                        |                                              |                  |                                   |
| 92 | 2         | Neues Leben      | 17. Dez. 2024          | 3. Januar 2025 (ZDF) 17. Januar 2025 (ORF 2) | Alexander Costea | Peter Kocyla                      |
| Gastdarsteller: Christina Hecke, Christoph Tomanek, Robert Dölle, Heinz Wanitschek, Tijan Marei, Liliom Lewald, Laila Marie Noelle Padotzke                              |           |                  |                        |                                              |                  |                                   |
| 93 | 3         | Im Fadenkreuz    | 7. Jan. 2025           | 10. Jan. 2025                                | Patricia Frey    | Peter Kocyla                      |
| Gastdarsteller: Theresa Scholze, Andreas Anke, Katrin Jaehne, Judith Kernke, Gabriel Raab, Pablo Sprungala, Vincent Krüger, Martin Rapold, Ava Petsch, Riccardo Angelini |           |                  |                        |                                              |                  |                                   |
| 94 | 4         | True Crime       | 14. Jan. 2025          | 24. Jan. 2025                                | Florian Kern     | Ischta Lehmann, Kerstin Pistorius |
| Gastdarsteller: Judith Engel, Thomas Wodianka, Caro Cult, Valentin Mirow, Dimitri Bilov, Romina Küper                                                                    |           |                  |                        |                                              |                  |                                   |
| 95 | 5         | Grenzgänger      | 21. Jan. 2025          | 31. Jan. 2025                                | Florian Kern     | Peter Kocyla                      |
| Gastdarsteller: Stephan Luca, Anna Brüggemann, Kristin Suckow, Pirmin Sedlmeir, Irina Kurbanova, Florian Fischbach, Frederik Bott, Sam Simons                            |           |                  |                        |                                              |                  |                                   |
| 96 | 6         | Das Leben danach | 28. Jan. 2025          | 7. Feb. 2025                                 | Tarek Roehlinger | Enno Reese, Mike Viebrock         |
| Gastdarsteller: Süheyla Ünlü, Jonathan Beck, Oliver Mommsen, Nadeshda Brennicke, Heidrun Gärtner, Christian Kuchenbuch, Rouven Blessing, Sebastian Hummel                |           |                  |                        |                                              |                  |                                   |
| 97 | 7         | Gefallener Engel | 4. Feb. 2025           | 21. Feb. 2025                                | Alexander Costea | Elke Hauck, Sven Poser            |
| Gastdarsteller: Stephan Zinner, Magdalena Laubisch, Tinka Fürst, Anton Dreger, Conrad Ahrens, Katharina Leonore Goebel                                                   |           |                  |                        |                                              |                  |                                   |